# Lucas Giovannetti
Lucas Nicolás Giovannetti (Del Viso, Buenos Aires, 14 de junio de 2005) es un baloncestista argentino que pertenece a la plantilla del Fibwi Palma de la Segunda FEB. Con una altura de 2 metros, juega en la posición de alero. Ha representado a Argentina internacionalmente tanto a nivel juvenil como a nivel absoluto.

## Trayectoria
Surgido de la cantera del Club Sportivo Escobar desde sus 5 años, fue promovido al equipo superior del club en 2018, por lo que pudo disputar el Torneo Federal de Básquetbol.
Aunque inicialmente fue sondeado por el Real Madrid y la NBA Global Academy, terminó incorporándose al Club Estudiantes de Baloncesto en junio de 2020.
Los madrileños lo enviaron a su filial en la Liga EBA -además de cederlo al Select Team del Adidas Next Generation Tournament-, hasta que en noviembre de 2023 pudo hacer su debut con el equipo principal en la Liga LEB Oro.
El 25 de febrero de 2025, firma por el Fibwi Palma de la Segunda FEB, cedido por el CB Estudiantes.

## Selección nacional

### Juvenil
Giovannetti participó del Campeonato Sudamericano de Baloncesto Sub-14 de 2019, en el que Argentina se adjudicó el título. Posteriormente disputaría el Campeonato FIBA Américas Sub-16 de 2021 y el Campeonato FIBA Américas Sub-18 de 2022, como también el Campeonato Mundial de Baloncesto Sub-17 de 2022 y el Campeonato Mundial de Baloncesto Sub-19 de 2023.

### Absoluta
Fue parte del combinado argentino que obtuvo la medalla de oro en el torneo de baloncesto masculino de los Juegos Panamericanos de 2023.